# Kobierno (Kalisz)
Pour les articles homonymes, voir Kobierno.
Kobierno est une localité polonaise de la gmina d'Opatówek, située dans le powiat de Kalisz en voïvodie de Grande-Pologne.